# Smittina obicullata
Smittina obicullata är en mossdjursart som beskrevs av Rogick 1956. Smittina obicullata ingår i släktet Smittina och familjen Smittinidae. Inga underarter finns listade i Catalogue of Life.